# Wilhelm de la Mare
Wilhelm de la Mare (auch Gulielmus de la Mare, Gulielmus de Lamare, Guillermo de la Mare, im englischen Sprachraum auch William de la Mare; † um 1290), im Mittelalter mit dem Ehrentitel Doctor correctivus bezeichnet, war ein englischer Franziskanertheologe und Philosoph, der die traditionelle neuplatonisch-augustinische Schule vertrat. Er war ein prominenter Kritiker der durch Thomas von Aquin wiederbelebten aristotelischen Ideen.

## Leben
Über Wilhelms erste Jahre ist wenig bekannt. Etwa in den 1260er Jahren hielt er eine Predigt im Franziskanerkonvent von Lincoln und verfasste einen „Sentenzenkommentar“ (Kommentar zu den Sentenzen des Petrus Lombardus). Er wurde wohl von den zeitgenössischen Autoren Johannes Peckham, der als sein direkter Lehrer gilt, Walter von Brügge, Roger Bacon und dem Dominikaner Petrus von Tarentaise beeinflusst. In seinen frühen Werken ist die Kritik am Dominikaner Thomas von Aquin noch wenig ausgeprägt und bleibt im Rahmen der üblichen Schulstreitigkeiten. Die spätere, grundlegende Kritik am heterodoxen Aristotelismus und an Averroes ist noch nicht zu erkennen.
Als Mitglied des Franziskanerordens legte Wilhelm seinen Magister der Theologie um 1275 an der Universität Paris ab. Als Professor in Paris vertrat er die augustinische Schule, wie sie von dem renommierten italienischen Franziskaner Bonaventura fortgeführt worden war. In seinem in Paris verfassten Commentarium super libros sententiarum („Kommentar zu den Sentenzenbüchern“ [des Petrus Lombardus]) und seinen Disputationes de quolibet reflektiert er auch über den Erkenntnisprozess, den er als Operation einer intrinsischen Kraft im menschlichen Geist begreift, die dem Menschen von Gott bei der Erschaffung mitgegeben wurde. Der daraus resultierende menschliche Wille, sich mit Gott wiederzuvereinigen, und eine innere Erleuchtung der Seele, durch die die ewigen Ideen und Wahrheiten erkannt werden können, bilden für Wilhelm die Grundlage der Seelenlehre. Seine wissenschaftstheoretischen Auffassungen ähneln denen Roger Bacons, mit dem er das Interesse für Grammatik, Sprachwissenschaft, Logik und empiristische Ideen teilt.
Nach seiner Pariser Lehrtätigkeit kehrte er nach England zurück, vermutlich nach Oxford. Dort schrieb er 1277/78 sein bekanntes Werk Correctorium fratris Thomae („Sammlung von Korrekturen zu Bruder Thomas“), welches als Manifest der neu-augustinischen Franziskanerschule bezeichnet werden kann. Darin kritisiert er die Lehren des Dominikaners Thomas von Aquin heftig. Von den dominikanischen Parteigängern des Thomas wurde es von Beginn an als Corruptorium („Verderbnisschrift“) angefeindet. Es löste den als Korrektorienstreit bezeichneten Disput aus.

## Werk
Die Einführung der aristotelischen Ideen im Spätmittelalter, besonders durch Thomas von Aquin, forderte die traditionell neuplatonisch denkenden Gelehrten heraus, deren Ansichten bisher dominiert hatten. So ist es auch das Ziel von Wilhelms Schrift Correctorium fratris Thomae, den Anhängern dieser Richtung eine Anleitung an die Hand zu geben, wie sie mit Thomas’ Ideen umgehen sollten. Dazu griff Wilhelm 118 Artikel aus Thomas’ Schriften heraus, vornehmlich aus dessen Summa theologiae („Summe der Theologie“), aber auch aus den Quodlibeta und dem Kommentar zum 1. Sentenzenbuch, um zu zeigen, wie das aristotelische Gedankengut zu Interpretationen führt, die der kirchlichen Lehre widersprechen.
Wilhelms Kritik an Thomas wurde 1282 vom gesamten Franziskanerorden übernommen, als der franziskanische Generalminister Bonagratia von Bologna das Studium der Schriften des Thomas von Aquin verbot. 1283 wurde das Correctorium auf dem Generalkapitel der Franziskaner in Straßburg auch förmlich kanonisiert. Thomas’ Summa theologiae durften die Minoriten nun nur noch auf der Basis der im Correctorium geäußerten Kritik studieren.
Schon bald nach seiner Veröffentlichung wurde das Correctorium selbst zum Ziel polemischer Publikationen von Thomisten, die dieses wiederum „korrigierten“. Besonders die englischen Dominikaner Richard Clapwell und Thomas Sutton und der französische Dominikaner Johannes von Paris antworteten mit Gegenschriften, die als Correctoria corruptorii bezeichnet wurden.
Angeregt von Roger Bacon beschäftigte sich Wilhelm de la Mare auch mit einer kritischen Bibelausgabe, der Correctio textus bibliae („Korrektur des Textes der Bibel“) und verfasste ein Glossar für die hebräischen und griechischen Wörter, das De Hebraeis et Graecis vocabulis glossarum bibliae („Über die hebräischen und griechischen Begriffe der Bibel“). Das Glossar gilt als eines der gelehrtesten des Mittelalters.
Wilhelm sah die Theologie als Anleitung zum rechten Handeln und damit als eine „praktische Wissenschaft“. Allerdings nicht im streng aristotelischen Sinne des Wortes „Wissenschaft“, sondern als auf göttliche Autorität gestützte, letztlich dogmatische, Gesetze, die zum Glauben führen wollen und das Handeln des Menschen zur Seligkeit hinführen sollen. Auch damit steht Wilhelm in der von Augustinus herkommenden frühen franziskanischen Tradition.
Auch wenn Wilhelms Hauptwerk einen wichtigen Schritt für die franziskanische Theologie darstellte, war die Nachwirkung seiner Kritik an Thomas von Aquin und der aristotelischen Beeinflussung der Theologie nicht dauerhaft. Seinen Arbeiten zu einer kritischen Bibelausgabe war eine stärker anhaltende Wirkung beschieden; sie wurden u. a. von Johannes Duns Scotus und Petrus Johannis Olivi rezipiert.

## Werke
- Commentarium super libros sententiarum („Kommentar zum Sentenzenbuch“)
- Disputationes de quodlibet
- Correctorium fratris Thomae („Korrektur des Bruder Thomas“)
- Correctio textus bibliae („Korrektur des Textes der Bibel“)
- De Hebraeis et Graecis vocabulis glossarum bibliae („Über die hebräischen und griechischen Begriffe der Bibel“)